# Dröper
Dröper ist eine Siedlung im Stadtteil Oesede der selbständigen Stadt Georgsmarienhütte in Niedersachsen.

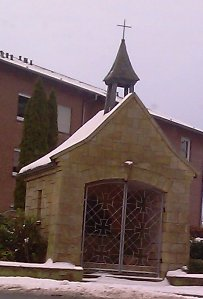
Dröper, Kapelle im Zentrum

## Geografie

### Geografische Lage
Dröper liegt im so genannten Osnabrücker Land zwischen der Stadt Osnabrück im Norden und dem Teutoburger Wald im Süden. Das gesamte Osnabrücker Land ist kultur-geografisch rein westfälischer Natur. Der westfälische Einfluss reichte historisch weit entlang der Ems hoch und in Niedersachsen bis weit in die Heide und ging bis in das Oldenburgische und Hannoversche hinein.
Dröper liegt ferner am Ufer der Düte und des Breenbachs im Osnabrücker Land inmitten des „Osnabrücker Hügellandes“. Im Süden wird es durch den Musenberg begrenzt, der bereits einen Teil des Teutoburger Waldes (dessen alter Name Osning ist) darstellt. Damit grenzt Dröper auch unmittelbar an den Naturpark Teutoburger Wald. Die Höhenlage an der Düte beträgt 64 m ü. NHN. Der höchste Punkt der Siedlung befindet sich am Musenberg bei 190 m.

### Geologie
Dröper gleicht geologisch betrachtet dem Osnabrücker Land (siehe dort). Die vorhandenen Böden sind stark lehmig oder bindig, eignen sich daher durchaus für den Ackerbau.

### Klima
Dröper liegt in der warm-gemäßigten Klimazone. Bestimmend sind West- und Nordwestwinde, die im Sommer kühles und im Winter mildes regnerisches Wetter mit sich bringen können. Die Wetterlage ist daher unbeständig.

### Nachbarstadtteile in Georgsmarienhütte
- Harderberg
- Kloster Oesede

## Geschichte

### Entstehung
Viele der alten Bauerschaften im Umfeld Osnabrücks tragen sächsische Orts- und Flurnamen und bestätigen damit, dass die Region bereits im frühen Mittelalter ins Blickfeld der Geschichte trat. Urkunden tauchen aber erst gegen Ende des Jahrtausends auf. Dröper (früher Throp, Thorp) ist sicherlich bereits vorher besiedelt und urbar gemacht worden. Ursprünglich bestand das Gebiet aus dichtem Wald. Es wuchsen Buchen und Eichen. In den Niederungen wuchsen Eschen und Erlen sowie auf sandigem Boden Birken.
Namentlich wurde Dröper erstmals 1118 erwähnt. Die Siedlung wird mit der damaligen Bezeichnung Throp belegt. An die alte Begrifflichkeit erinnert heute noch der Name Droops Hof. Damals tagte das Holzgericht in Dröper, währenddessen ein Vertrag der Markgenossen von Oesede mit dem Kloster Iburg hinsichtlich der Nutzungsrechte des Klosters an Holz und Mast in der Oeseder Mark geschlossen wurde.

### Geschichte in Jahreszahlen
- 37.000 v. Chr. Erstes Auftreten von Menschen in diesem Raum
- 4.000 v. Chr. Ein Beil aus Kieselschiefer aus der Umgebung von Oesede bezeugt die Anwesenheit von Menschen auch während der Jungsteinzeit in diesem Raum
- 1118 Holzgericht in Dröper
- 1182 Wehrenbrecht, Werner und Gerbrecht von Dröper als Zeugen am Grafengericht bei der Hohen Linde
- 1489 Verkauf eines Dröper Grundstückes durch die Oeseder Markgenossen für Bauzwecke der Kirche, genehmigt vom Bischof von Osnabrück
- 1714 Ausbau der Verkehrsader Osnabrück–Iburg durch Bischof Karl von Lothringen bei gleichzeitiger Verlegung der Dütebrücke von Dröper nach Oesede
- 1885 „Villa Brinke“ kommt zur Landgemeinde Dröper
- 1900 Einrichtung einer „Gewerblichen Fortbildungsschule“ in Dröper
- 1912 Errichtung einer zweiklassigen Schule in Dröper
- 1918 Verschmelzung des Dorfes Oesede mit Dröper, Aufkauf des Wortmannschen Hofs für die Einrichtung eines Gemeindehauses

### Einwohnerentwicklung
- 1512 – 44 Schatzpflichtige (Steuerpflichtige)
- 1601 – 97 Schatzpflichtige (Steuerpflichtige)
- 1634 – 49 Schatzpflichtige (Steuerpflichtige)
- 1772 – 198 Einwohner
- 1858 – 442 Einwohner
- 1885 – 614 Einwohner
- 1905 – 774 Einwohner

Quelle: Stadtgeschichte nach Rudolf Richter

## Infrastruktur und Wirtschaft

### Vereine
- Sturmvögel Dröper (Fußball)

### Verkehr
Hauptverkehrsader von Dröper ist die Wellendorfer Straße. Dröper verdankt ihr sowie der angrenzenden B 51 seine gute Verkehrsanbindung an das regionale Oberzentrum Osnabrück. Nicht zuletzt aus diesem Grund ist Dröper für viele Ansiedlungswillige aus dem Großraum Osnabrück erste Wahl: 15 Minuten Fahrzeit (KFZ) von hier zum Osnabrücker Zentrum ist ein Wert, der aus manchen Stadtteilen von Osnabrück selbst nicht erreicht werden kann. Auch die Busverbindung nach Osnabrück ist mit durchschnittlicher Taktzeit von 30 Minuten und Fahrzeiten um 20 Minuten attraktiv.

### Ansiedlungen
Seit Mitte der neunziger Jahre ist Dröper stark gewachsen: Ab 1995 wurde das Baugebiet Averwettersfeld besiedelt (160 Wohneinheiten), Anfang 2009 kam das Baugebiet Dröper West, 60 Bauplätze, hinzu. Durch die Ansiedlung wurde der Siedlungsbereich Dröper deutlicher konturiert.

### Infrastruktur
Vorbildlich ist auch die infrastrukturelle Erschließung (Kleinkraftwerk mit Kraft-Wärme-Kopplung). Die Versorgung sichert eine Bäckerei mit kleinem Zusatzsortiment, des Weiteren ist ein Getränkemarkt vorhanden, welcher sich seit Jahrzehnten in Familienbesitz befindet. Auch die Entsorgung (Kanalisation, Grünabfallsammelplatz) ist gesichert. Auch eine gute Internetverbindung ist gegeben.

### Kultur
Die Bürgerinitiative Dröper ist ein lockerer Zusammenschluss von Dröperanerinnen und Dröperanern, die Dröper durch ihre Aktivitäten und Projekte ein wenig „lebenswerter“ machen wollen. Die Initiative pflegt den lokalen Spielplatz.
Kultursoziologisch wertvoll ist auch der jährlich wiederkehrende Flohmarkt nahe dem Ortskern, bietet er doch Einblick in veräußerliche Bestandteile nachbarlicher Haushalte.